# The Odyssey
The Odyssey – szósty studyjny album zespołu Symphony X. Czwarty utwór: "Accolade II" jest kontynuacją znanego nam z płyty The Divine Wings of Tragedy "The Accolade". Utwór piąty pod tytułem "King of Terrors" jest oparta na krótkiej powieści Edgara Allana Poego, "The Pit and the Pendulum". Ostatni i tytułowy utwór opowiada historię Odyseusza, bohatera Odysei Homera.

## Twórcy
- Sir Russell Allen - śpiew
- Michael Romeo - gitara elektryczna
- Michael Pinnella - instrumenty klawiszowe
- Mike LePond - gitara basowa
- Jason Rullo - perkusja

## Lista utworów
1. "Inferno" (Unleash the Fire) – 5:32
2. "Wicked" – 5:30
3. "Incantations of the Apprentice" – 4:19
4. "Accolade II" – 7:04
5. "King of Terrors" – 6:16
6. "The Turning" – 4:12
7. "Awakenings" – 8:18
8. "The Odyssey" – 24:09 
"Part I - Odysseus Theme/Overture"
"Part II - Journey to Ithaca"
"Part III - The Eye"
"Part IV - Circe" (Daughter of the Sun)
"Part V - Sirens"
"Part VI - Scylla and Charybdis" 
a) "Gulf of Doom"
b) "Drifting Home"
"Part VII - The Fate of the Suitors / Champion of Ithaca
9. "Masquerade '98" (Tylko na limitowanej edycji albumu) – 6:01
10. "Frontiers" (Tylko na limitowanej edycji albumu) – 4:50